# Al·laiski
Al·laiski (en rus: Аллайский) és un poble (un possiólok) de l'óblast d'Astracan, a Rússia, segons el cens del 2010 tenia 196 habitants.